# Vliegtuigramp bij Libenge
Op 12 of 13 mei 1948 stortte nabij Libenge in het toenmalige Belgisch-Congo, een Douglas DC-4 neer van de Belgische luchtvaartmaatschappij Sabena. Het toestel was op weg van Leopoldstad naar Brussel met een voorziene tussenlanding in Libenge. Het vliegtuig met registratie "OO-CBE" had 25 passagiers en 7 bemanningsleden aan boord. Bij de crash verloren 31 inzittenden het leven. Als enige passagier overleefde de Griekse consul Georges Moutafis de crash.
Over de exacte datum van het ongeval spreken de bronnen elkaar tegen.

## De crash
Eerder die dag was de Douglas DC-4 vertrokken vanuit Leopoldstad met Brussel als eindbestemming. Aan boord zaten 25 passagiers en 7 bemanningsleden. Het gezelschap was een afspiegeling van wat doorgaans op vluchten van en naar de kolonie zat; religieuzen en kolonialen die naar België terugkeerden voor vakantie of zaken.
De tussenlanding in Libenge was voorzien omstreeks 13 uur plaatselijke tijd. Tijdens de landing kwam het toestel echter in zeer slechte meteorologische omstandigheden terecht. Iets na 12 uur meldde de piloot dat hij was gedaald tot 700 voet en in de wolken vloog. Een tornado en felle regenbuien zorgden ervoor dat het vliegtuig bijna letterlijk in de boomtoppen werd geduwd alvorens het de grond raakte omstreeks 12 uur 55 minuten. Bij de crash verloren de 7 bemanningsleden en 24 passagiers het leven.
Technisch problemen werden uitgesloten; het toestel was pas geleverd in 1946 en had zo'n 5.233 vluchturen op de teller. Bovendien had de Douglas DC-4 voor de vlucht de normale controles ondergaan en was een testvlucht uitgevoerd. De oorzaak was eerder te zoeken bij de snel veranderende meteorologische omstandigheden op dat moment.

## De reddingsactie
De autoriteiten van Libenge maakten zich niet meteen zorgen over het vliegtuig. Aan boord van het vliegtuig zaten geen passagiers die Libenge als eindbestemming hadden en in Libenge was er ook niemand die de vlucht wilde nemen richting Brussel. Men ging ervan uit dat de piloten een andere luchthaven hadden gekozen om naar uit te wijken.
Pas zeven uur na de voorziene aankomsttijd werden de lokale autoriteiten op de hoogte gebracht dat er een vliegtuig werd vermist. Op 14 mei vond een vliegtuig van Sabena het neergestorte vliegtuig op zo'n 27 kilometer ten zuiden van Libenge nabij het dorpje Singa-Betina. Dezelfde dag kon een reddingsploeg al 25 lichamen bergen. In totaal konden 30 van de 31 lichamen worden geborgen om te worden begraven in de Europese begraafplaats van Libenge. De overlevende passagier werd overgebracht naar Libenge om de dag er na te worden overgebracht naar Leopoldstad.
De lichamen van stewardess Marcelle Van Langenhove en passagier Myra Maes werden na verloop van tijd overgebracht naar België. De rest van de slachtoffers bleef begraven in Congo. Na verloop van tijd werd de Congolese begraafplaats uit het oog verloren en overwoekerd. Na een onderzoek van zo'n drie jaar wisten redacteurs van Hangar Flying in juni 2021 de graven van de 28 slachtoffers die in Congo zijn begraven te lokaliseren.